# Regina Kreide

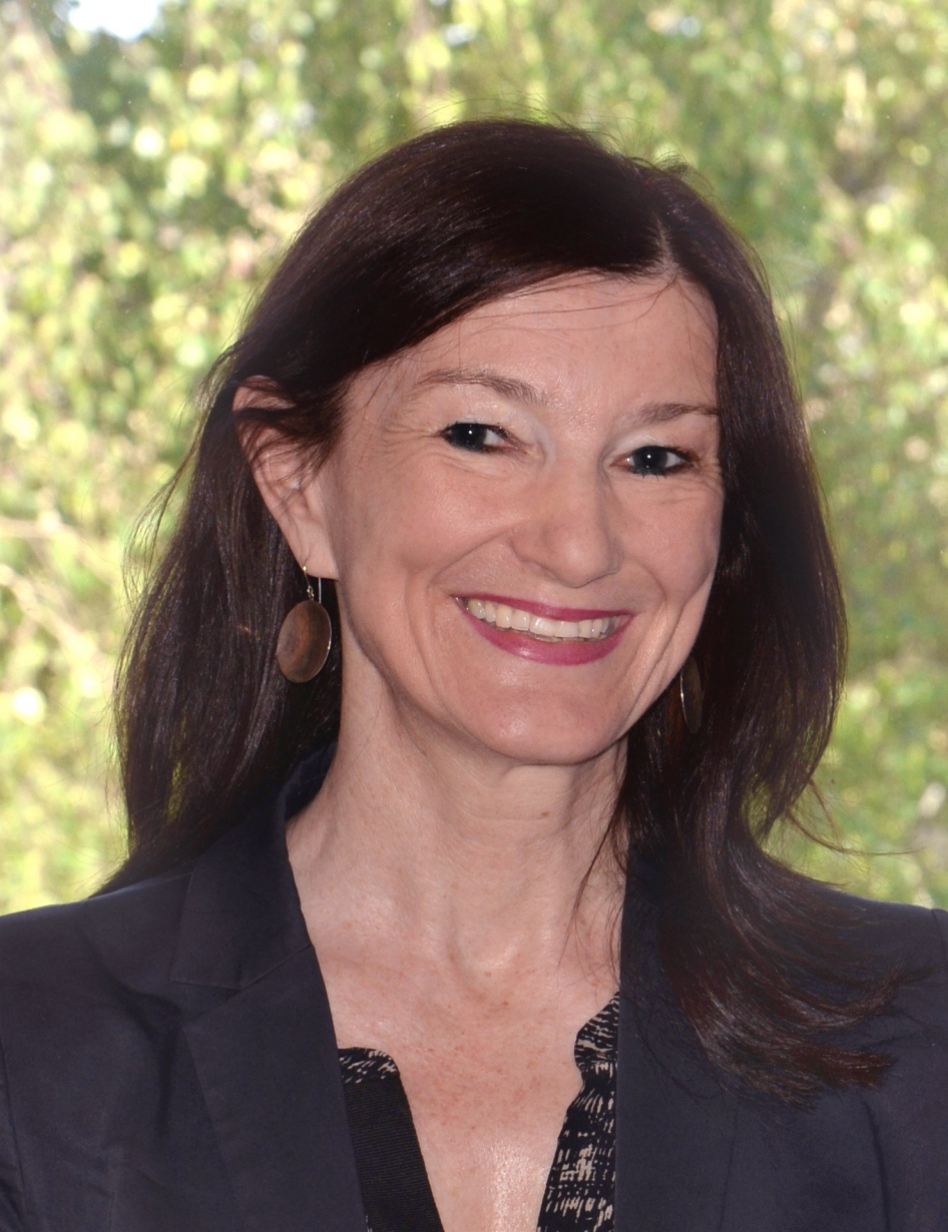
Regina Kreide (2015)

Regina Kreide (* 1968) ist eine deutsche Politikwissenschaftlerin und Professorin für Politische Theorie und Ideengeschichte an der Justus-Liebig-Universität Gießen. Zu ihren Arbeitsgebieten gehören Politische Theorie und Politische Philosophie, darunter Gerechtigkeitstheorien (globale Gerechtigkeit und Ungerechtigkeit), Demokratietheorie (Demokratisierung der KI), Theorie und Praxis der Menschenrechte, Gender Studies, Sicherheit und Unsicherheit, Eigentum und Wohnen.

## Leben
Regina Kreide studierte Biologie, Kunst, Soziologie und Philosophie an den Universitäten Köln und Frankfurt am Main. 2000 wurde sie mit einer Arbeit zum Thema „Menschenrechte und Staatsbürgerschaft – über die Begründung sozialer und politischer Rechte“ am Fachbereich Gesellschaftswissenschaften der Goethe-Universität Frankfurt a. M. promoviert.
Von 1997 bis 1998 war sie Visiting Scholar am Institut für Philosophie der Columbia University, New York. Im Jahr 2006 war sie Lecturer an der Universidad de Antioquia Medellin, Kolumbien. 2009 war sie Theodor Heuss Visiting Associate Professor and Lecturer an der New School for Social Research New York und davor wissenschaftliche Assistentin und wissenschaftliche Mitarbeiterin am Institut für Grundlagen der Gesellschaftswissenschaften an der Goethe-Universität Frankfurt a. M. In den Jahren 2010–2012 war Kreide Sprecherin des Arbeitskreises „Politik und Geschlecht“ der Deutschen Vereinigung für Politische Wissenschaft (DVPW). Seit Januar 2010 ist Regina Kreide ordentliche Professorin für Politische Theorie und Ideengeschichte am Institut für Politikwissenschaft an der Justus-Liebig-Universität Gießen, dessen geschäftsführende Direktorin sie von 2010 bis 2013 war. Seit 2014 ist eine der Sprecherinnen des Sonderforschungsbereichs „Dynamiken der Sicherheit“ (Transregio 138).
Kreide war Gastprofessorin an der University of Washington in Seattle, der UAM Iztapalapa in Mexiko-Stadt sowie Fellow an der University of Auckland (Law School). Sie ist Teilprojektleiterin des Projektes „Between Minority Protection and Securitization: Roma Minority Formation and Transformation in Modern European History“ im Rahmen des SFB „Dynamiken der Sicherheit“ (Sonderforschungsbereich Gießen-Marburg).
Regina Kreide ist Mitbegründerin und Herausgeberin der Zeitschrift für Menschenrechte/Journal for Human Rights sowie Herausgeberin der Buchreihe Politische Soziologie des Nomos Verlags.

## Mitgliedschaften
- Editorial Council der Zeitschrift Constellations – An International Journal of Critical and Democratic Theory (Blackwell Publishing)
- Mitglied Fachbeirat „Demokratie“ der Gerda Henkel-Stiftung, Düsseldorf
- Mitglied in der Arbeitsgruppe „Demokratie“, Berlin-Brandenburgische Akademie der Wissenschaften, Berlin
- Mitglied in der „Arbeitsgruppe Internationale Gerechtigkeit und institutionelle Verpflichtungen“, Berlin-Brandenburgische Akademie der Wissenschaften, Berlin
- Leitungsgruppe im DAAD-finanzierten und durch das Auswärtige Amt unterstützten „Deutsch-Kolumbianischen Friedensinstitut (CAPAZ)“.
- Projektleiterin des DAAD ISAP-Programms (Internationale Studien- und Ausbildungspartnerschaften/International Study and Education Partnership) der Justus-Liebig-Universität Gießen mit der Universidad de Antioquia/Medellin, Kolumbien
- Co-Sprecherin des Sonderforschungsbereichs „Dynamiken der Sicherheit“ (SFB-Transregio 138).
- Grüne Akademie der Heinrich-Böll-Stiftung – Netzwerk für den Austausch zwischen Wissenschaft und Politik, Theorie und Praxis
- Zentrum für internationale Entwicklungs- und Umweltforschung (ZEU) der Justus-Liebig-Universität Gießen
- seit 2010 Arbeitsgruppe „Water: Ethics, Politics and Management“ des DAAD-finanzierten APEDIA-Projektes (Academic Partnership for Environment and Development Innovations in Africa)
- seit 2010 International Graduate Centre for the Study of Culture (GCSC) der Justus-Liebig-Universität Gießen
- seit 2012 Steuerungsgruppe des Gießener Graduiertenzentrums Sozial-, Wirtschafts- und Rechtswissenschaften (GGS) der Justus-Liebig-Universität Gießen; Leitung der GGS Sektionen ‚Demokratie und Menschenrechte‘ und ‚Wirtschaftsethik und Politik‘
- Redaktion der Zeitschrift Polar – Zeitschrift für Politik, Theorie und Alltag und im Vorstand von Polarkreis e.V.

## Werke (Auswahl)

### Bücher
- (als Hrsg.) mit Andreas Niederberger: Transnationale Verrechtlichung. Nationale Demokratien im Kontext globaler Politik. Campus-Verlag, Frankfurt am Main/New York 2008, ISBN 978-3-593-38370-5.
- (als Hrsg.) mit Hauke Brunkhorst und Cristina Lafont: Habermas-Handbuch: Leben – Werk – Wirkung. Metzler-Verlag, Stuttgart/Weimar 2009, ISBN 978-3-476-02239-4.
- (als Hrsg.) mit Andreas Niederberger: Staatliche Souveränität und transnationales Recht. Rainer Hampp-Verlag, München 2010, ISBN 978-3-86618-586-9.
- (als Hrsg.) mit Claudia Landwehr und Katrin Toens: Gerechtigkeit und Demokratie in Verteilungskonflikten. Nomos, Baden-Baden 2012, ISBN 978-3-84523-882-1 (Reihe „Politische Theorie“ der DVPW).
- (als Hrsg.) mit Andreas Niederberger: Internationale Politische Theorie – Eine Einführung. Metzler-Verlag, Stuttgart 2016, ISBN 978-3-476-02409-1.
- Die verdrängte Demokratie. Nomos, Baden-Baden 2016, ISBN 978-3-8487-2256-3.
- zus. mit Huub van Baar und Ana Ivasiuc: The Securitization of the Roma in Europe. Palgrave Macmillan, Cham 2018, ISBN 978-3-319-77034-5 (englisch).
- Globale Gerechtigkeit? Verlag Karl Alber, Freiburg 2021, ISBN 978-3-495-48876-8.

### Aufsätze und Artikel
- Kollektives Eigentum und die alte, neue Wohnungsfrage. in: Niklas Angebauer, Jacob Blumenfeld, Tilo Wesche (Hrsg.): Umkämpftes Eigentum. Eine gesellschaftstheoretische Debatte. Suhrkamp, Berlin 2025, ISBN 978-3-518-30050-3, S. 332–362.
- Kann Wohnen ungerecht sein? In: Mahmoud Bassiouni, Eva Buddeberg, Mattias Iser (et al.) (Hrsg.): Die Macht der Rechtfertigung. Perspektiven einer kritischen Theorie der Gerechtigkeit. Suhrkamp, Berlin 2024, ISBN 978-3-518-30072-5, S. 449–474.
- Dialektische Lernprozesse. Eine postmetaphysische Theorie moralischer Motivation in Jürgen Habermas’ „Auch eine Geschichte der Philosophie“. in: Stefan Müller-Doohm, Smail Rapic, Tilo Wesche (Hrsg.): Vernünftige Freiheit. Beiträge zum Spätwerk von Jürgen Habermas. Suhrkamp, Berlin 2024, ISBN 978-3-518-30020-6, S. 296–323.
- Introduction to special issue on the book symposium Populism and civil society: The challenge to democratic constutionalism (2022) by Andrew Arato and Jean Cohen, in: Philosophy and Social Criticism, Vol. 1, 2024, doi:10.1177/01914537231211822
- Die gefährdete Demokratie. in: Julian Nida-Rümelin (Hrsg.): Normative Konstituenzien der Demokratie. De Gruyter, Berlin 2024, ISBN 978-3-11-111714-0, S. 11–20.
- The Housing Question Revisited. in: Terrell Carver, Smail Rapic (Hrsg.): Friedrich Engels for the 21st Century - Perspectives and Problems. Palgrave Macmillan, Cham 2022, ISBN 978-3-030-97137-3, S. 187–207 (englisch).
- Gerechtigkeit/Ungerechtigkeit. in: Dagmar Comtesse, Oliver Flügel-Martinsen, Franziska Martinsen, Martin Nonhoff (Hrsg.): Radikale Demokratietheorie. Suhrkamp, Berlin 2019, ISBN 978-3-518-29848-0, S. 635–647.
- Rechts- und Demokratietheorie. in: Luca Corchia, Stefan Müller-Doohm, William Outhwaite (Hrsg.): Habermas global. Wirkungsgeschichte eines Werks. Suhrkamp, Berlin 2020, ISBN 978-3-518-29879-4, S. 226–243.
- Globale (Un)gerechtigkeiten? In: Julian Nida-Rümelin, Detlef von Daniels, Nicole Wloka (Hrsg.): Internationale Gerechtigkeit und institutionelle Verantwortung. De Gruyter, Berlin/Boston 2019, ISBN 978-3-11-061586-9, S. 273–290.
- The Power of Border Politics. On Migration and Securitization in and outside Europe, in: Kreide, Regina/Langenohl, Andreas (Hg.): The Power Dynamics of Securitization: From the Early Modern Period until the Present, Baden-Baden, 2019.
- Politik der kommunikativen Macht. Kommunikations- und Handlungsblockaden in einer globalisierten Welt. in: Ulf Bohmann, Paul Sörensen (Hrsg.): Kritische Theorie der Politik. Suhrkamp, Berlin 2019, ISBN 978-3-518-29863-3, S. 494–519.
- Crossing (out) Borders: Human Rights and the Securitization of Roma Minorities. in: Huub van Baar, Ana Ivasiuc, Regina Kreide (Hrsg.): The Politics of Security: Understanding and Challenging the Securitization of Europe’s Roma. Palgrave Macmillan, New York 2019, S. 62–83.
- mit Ayelet Banai: Securitization of Migration in Germany: The Ambivalences of Citizenship and Human Rights. in: Citizenship Studies, vol 21, 2017, S. 903–917, (deutsche Übersetzung in „Zeitschrift für Menschenrechte“, Nr. 2, 2017).
- Das Schweigen des politischen Liberalismus, in: Mittelweg 36, 25. Jg., 2016, Heft 2, 5–20, in englischer Übersetzung: The Silence of the Political Liberalism. Eurozine: https://www.eurozine.com/the-silence-of-political-liberalism/
- Digital spaces, public places and communicative power: In defense of deliberative democracy. in: Philosophy & Social Criticism 2016, May-June 42, S. 476–486.
- Between Morality and Law. In Defense of a Political Conception of Human Rights. in: Journal of International Political Theory December 2015, 12, S. 10–25.
- Politik – Das Politische. in: Gerhard Göhler, Mathias Iser, Ina Kerner (Hrsg.): Politische Theorie. 25 umkämpfte Begriffe zur Einführung. 2., erweiterte Auflage, VS Verl. für Sozialwissenschaft, Wiesbaden 2011, ISBN 978-3-531-16246-1, S. 290–307 (mit Andreas Niederberger).
- Re-embedding the Market Through Law?, in: Joerges, Christian/Falke, Josef (eds.): Karl Polanyi, Globalisation and the Potential of Law in Transnational Market, Hart Publishing, Oxford-Portland, 2011, S. 42–64.
- Preventing Military Humanitarian Intervention: John Rawls and Jürgen Habermas on a Just Global Order, in: German Law Journal (Special Symposium Issue on `The Kantian Project of International Law: Engagements with Jürgen Habermas´ “The Divided West”´) 10, No.1, 2009. (Wiederabdruck: Preventing Military Humanitarian Intervention? John Rawls and Jürgen Habermas on a Just Global Order. in: Peer Zumbansen, Russell A. Miller (Hrsg.): Comparative Law as Transnational Law. Oxford University Press, Oxford 2012, ISBN 978-0-19-979520-8).
- Gibt es eine gerechte Weise, ein T-Shirt zu produzieren? in: Forschungsjournal Neue Soziale Bewegungen, Heft 4, 2008, S. 88–97 (= Sonderschwerpunkt Demokratietheorie: Iris Marion Young 1949–2006).
- The Obligations of Transnational Corporations in the Global Context. Normative grounds, real policy, and legitimate governance, in: Èthique et Èconomique / Ethics and Economics, vol. 4 (2), 2007.
- Weltarmut und die Verpflichtung privater Akteure. in: Barbara Bleisch, Peter Schaber (Hrsg.): Ethik und Weltarmut. Mentis Verlag, Paderborn 2007, ISBN 978-3-89785-312-6, S. 267–296.
- Neglected Injustice: Poverty as a Violation of Social Autonomy, in: Pogge, Thomas (ed.): Freedom from Poverty. Who Owes What to the Very Poor, Oxford: Oxford University Press, 2007, 155–183 (Spanische Übersetzung durch Andrea León M.: La pobreza y las violaciones a los derechos humanos, in: Co-herencia. Revista de Humanidades-Universidad EAFIT Vol. 3, 2007)